# Flood rescue using boats
Das Einsatzmodul Flood rescue using boats (FRB) ist eine im Rahmen des EU-Gemeinschaftsverfahrens zur Abwehr von Hochwasserkatastrophen gebildete Einheit.

## Die Einheit in Deutschland
Gestellt wird diese Einheit in Deutschland durch eine Kooperation des Technischen Hilfswerks (THW) und der Deutschen Lebens-Rettungs-Gesellschaft (DLRG). Das Modul ist zur Hilfeleistung innerhalb der EU, bei entsprechend vorliegenden Voraussetzungen auch außerhalb der EU für EU-Hilfeleistungen, einsetzbar.

## Aufgabenspektrum
Das Aufgabenspektrum und die notwendigen Kapazitäten werden vom Katastrophenschutzverfahren der Europäischen Union definiert. Sie umfassen:
- Bergungs- und Rettungseinsätze mit Booten bei Überschwemmungen
- Such- und Rettungsaktionen zu Wasser in städtischen und ländlichen Gebieten
- Bereitstellung lebensrettender Hilfe und lebenswichtiger Bedarfsgüter in überschwemmten Gebieten
- Fähigkeit zur Kombination von Rettungsmaßnahmen mit Lufteinsätzen (Hubschrauber und Flugzeuge)

## Anforderungen an die Einheit

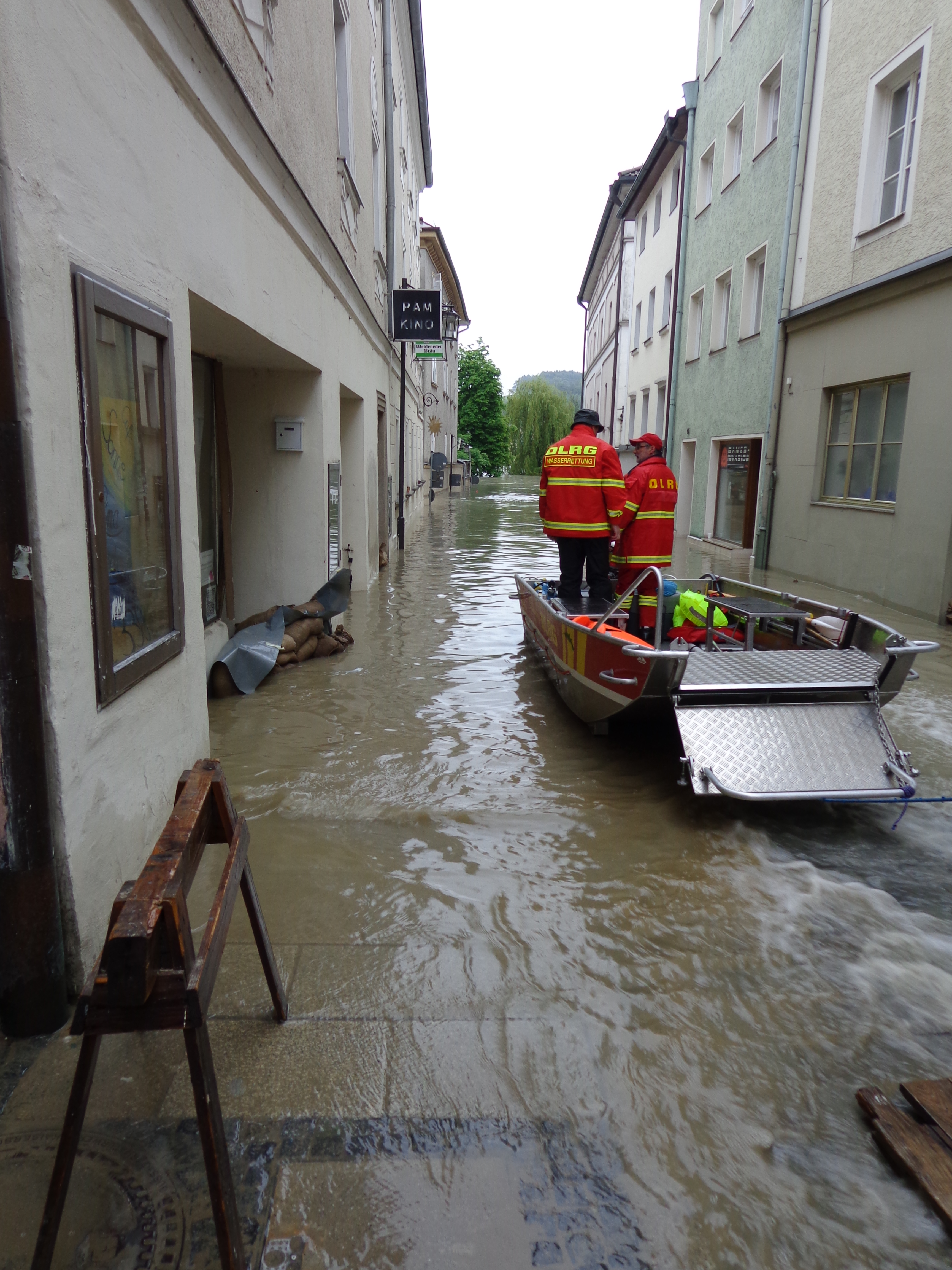
Symbolbild: DLRG-Einsatz bei Hochwasser

Die Anforderungen an des FRB-Modul wird ebenfalls vom Katastrophenschutzverfahren geregelt:
- Das Modul verfügt über mindestens fünf Boote und muss mindestens 50 Menschen (zusätzlich zum Personal des Moduls) gleichzeitig transportieren können.[2]
- Die Boote sollten auch unter kalten klimatischen Bedingungen eingesetzt werden können und stromaufwärts eine Geschwindigkeit von mindestens zehn Knoten erreichen.[2]
- Die Einsatzbereitschaft muss rund um die Uhr für zehn Tage gesichert sein.[3]

## Besetzung der Einheit
Das Modul muss mindestens über fünf Boote verfügen. Das deutsche Modul umfasst etwa 40 Helferinnen und Helfer mit 15 Fahrzeugen und elf Booten. Das belgische Modul umfasst 32 Personen und sechs Boote.

## Die Einheit in Österreich
Seit 2024 gibt es eine Einheit der Österreichischen Wasserrettung (ÖWR), den Bundes-Wasserrettungszug, welcher Teil dieses Einsatzmodules ist. Diese Einheit besteht unter anderem aus:
- 11 Fahrzeuge (darunter Mannschaftsfahrzeuge, Boote und Hänger)
- 197 Freiwillige Mitglieder, in den Einsatz gehen 38
- Ausrüstung (Auswahl): Zelte, Notstromaggregate, Feldküche, Sanitäranlagen, Boote, Tauchequipment

Die Ausrüstung wird aus den ÖWR Landesverbänden aus Kärnten, Salzburg, Tirol, Wien und Vorarlberg gestellt. Die Einheit wird von der EU aus über das BMI koordiniert und angefordert.
Der Bundes-Wasserrettungszug soll bis Sommer 2025 eine vollständig Zertifizierte Einheit werden.